# Callionymus doryssus
Callionymus doryssus är en fiskart som först beskrevs av Jordan och Fowler, 1903.  Callionymus doryssus ingår i släktet Callionymus och familjen sjökocksfiskar. Inga underarter finns listade.